# InnoCentive

InnoCentive（创新中心）1998年创立位于美国麻省的开放式创新（Open innovation）（"众包（威客）"）式研究公司。研究领域包括数学，物理，化学，生命科学，工程，计算机科学等。
InnoCentive最早是由医药制造商礼来公司资助，创立于2001年，当时做为化学和生物领域的研发供求网络平台.服务于190多个国家，为390000人提供相关服务；公司60%以上员工具备硕士学位；